# Yacht
Pour l’article ayant un titre homophone, voir Yaute.
Un yacht est un bateau de plaisance à voile ou à moteur. Yacht se prononce souvent en français « iôte » /jot/, au lieu de « iac » /jak/, « iact » /jakt/.

## Étymologie et sens

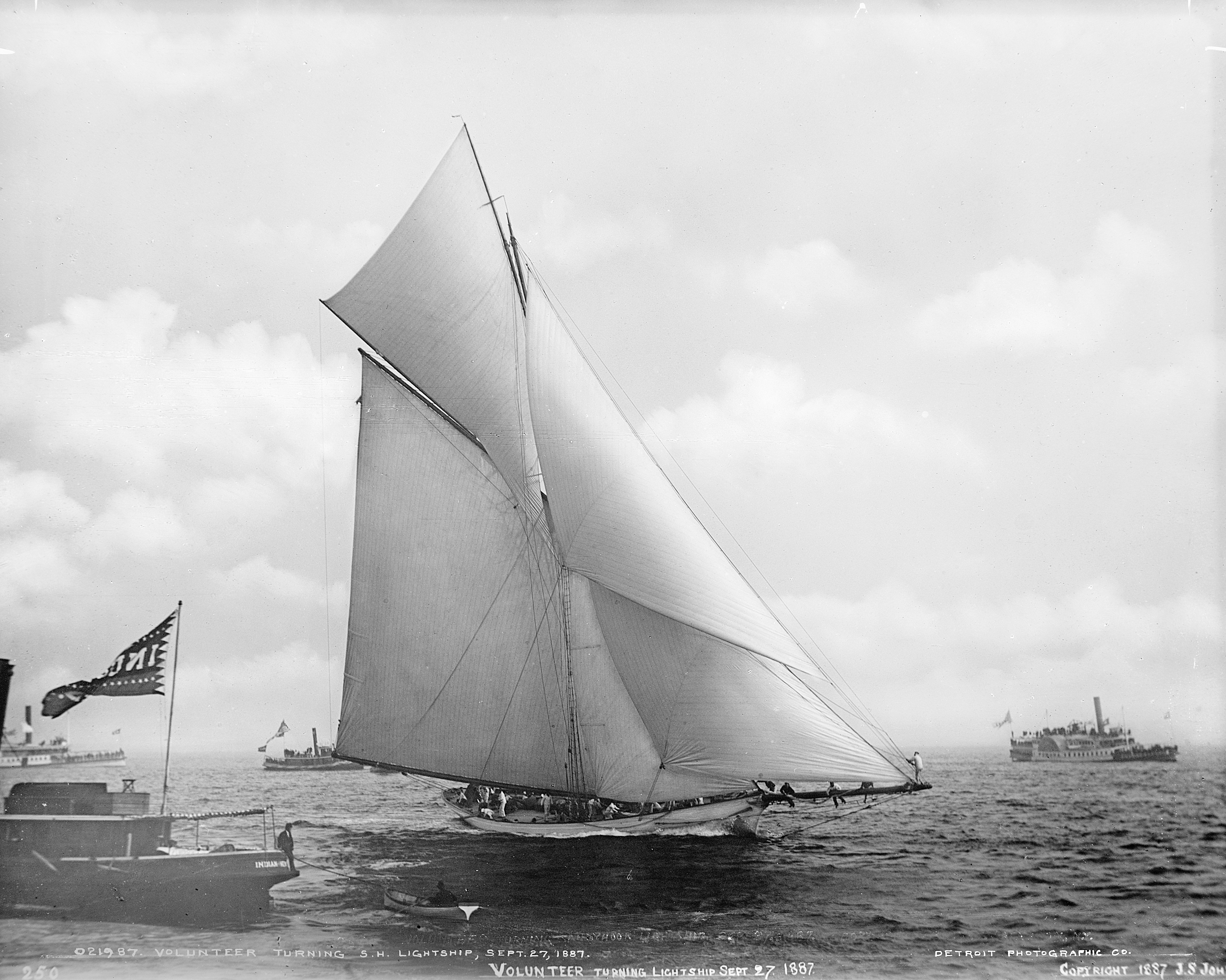
Le yacht à voile Volunteer qui gagna la Coupe de l'America en 1887.

Historiquement, les premiers usages en français sont empruntés au néerlandais ou bas allemand jacht, « navire de guerre ». Prononcé « iac » ou « iact » /jak(t)/, ce mot est utilisé en français avec le même sens « navire de guerre » ou bien pour désigner un « petit bateau hollandais » ou « bateau de type hollandais » (1570).
Yacht/jacht était aussi employé en français dès le XVIe siècle avec le sens de « navire rapide », par métonymie sur l'autre signification du mot jacht « chasse, poursuite, vitesse ».
Du mot anglais yacht dérivent la prononciation française « iôte » /jot/ et le sens contemporain « bateau de plaisance » ou « bateau de course ». Le yacht se définit ainsi par opposition aux bateaux à usages professionnels (militaire, commercial, pêche). Ce sens moderne est attesté en français dès le début du XIXe siècle. Par exemple, Jules Verne dans son roman Les Enfants du capitaine Grant (1868) décrit le « yacht de course » à vapeur d'un noble anglais « membre le plus distingué du royal-thames-yacht-club ».
Le terme français de yacht fut défini pour la première fois en France en 1702 par Nicolas Aubin dans son Dictionaire de marine contenant les termes de la navigation et de l’architecture navale […], comme un petit voilier à deux mâts, de faible tirant d'eau, destiné à la promenade :
« C’est un bâtiment ponté et mâté en fourche, qui porte ordinairement un grand mât, un mât d’avant, un bout de beaupré, avec une corne comme le heu, et une voile d’étai. Il tire fort peu d’eau et est excellent pour de petites bordées. On a coutume de s’en servir à des promenades ou petites traversées. »
Ce mot anglais yacht provient lui-même du néerlandais jacht, ce qui signifie « chasse ». Au XVIe siècle, les Hollandais utilisaient ce type de petits bateaux rapides notamment dans la chasse aux pirates. Historiquement, le mot anglais désignait des bateaux rapides destinés au déplacement de personnages importants.
Le premier usage de yacht viendrait d'un bateau, le Mary, que des émissaires des États généraux du royaume des Pays-Bas, arrivés en novembre 1660 à Londres, auraient donné en cadeau au roi Charles II d'Angleterre (mort en 1685). Séduits, les aristocrates anglais se mettent alors à construire des bateaux de ce type. À la suite de cette mode anglaise, par confusion, le yacht est ainsi rapidement assimilé à un « petit navire anglais ou de type anglais », comme dans des lettres de Jean-Baptiste Colbert (1672) ou tels ces « deux yachts » de 45 pieds commandés au constructeur anglais Anthony Deane pour la flottille royale de Versailles (1675). Ultérieurement le mot anglais prit son sens moderne, de bateaux à usages ni commercial ni militaire.

## Évolution moderne du sens

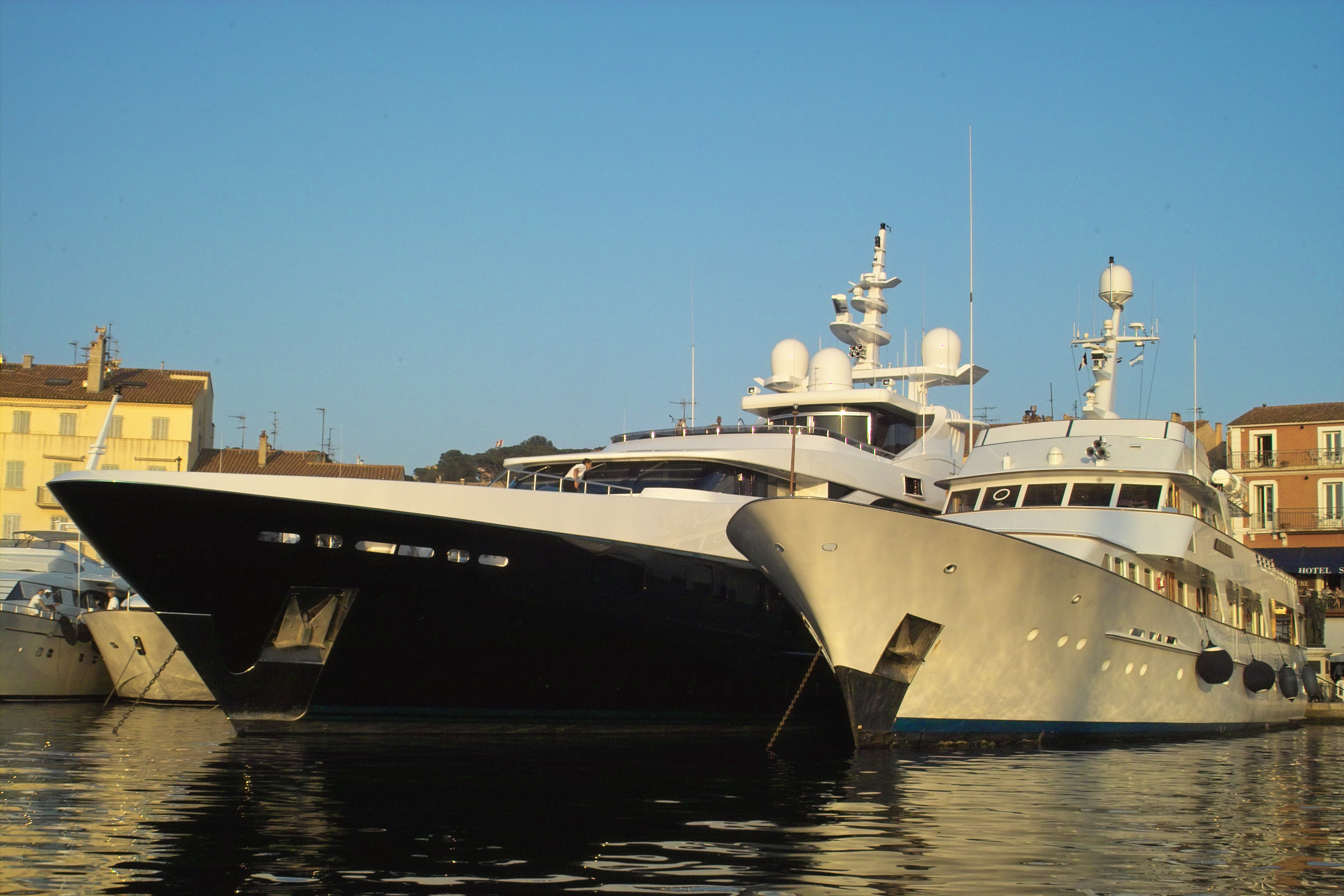
Deux générations de yacht à moteur, dans le port de Saint-Tropez.

Le yacht moderne est un navire habitable et utilisé aux fins de loisir et de sport, dans une ambiance au luxe affirmé voire raffiné.
Traditionnellement, le terme « yacht » est utilisé généralement à partir de sept mètres de long, de « super-yacht » à partir de 40-45 mètres et de « méga-yacht » voire « giga-yacht » au-delà de 60 mètres. La longueur d'un yacht s'exprime en pied.
La mode de la voile de plaisance, venue de Grande-Bretagne, et l'anglomanie du XIXe siècle ont fait que la prononciation « yôt » s'est imposée pour ce mot hollandais. Cette prononciation se veut anglaise mais ne correspond pas à la phonétique de l'anglais, dans laquelle la prononciation du a de yacht n'est  pas « ô » mais se situe à mi-chemin entre le « o » et le « a » : [jɒt].
Au début du XXIe siècle, la flotte de plaisance française est d'environ 500 000 unités pour quatre millions de plaisanciers.

## Types de yachts
- Les yachts à voiles (anglais : sailing yacht, en abrégé S/Y) selon leur gréement, peuvent être du type sloop, ketch ou goélette. On distingue généralement : le « yacht d'époque » construit avant 1950 et restauré sans modifications importantes de ses éléments d'origine (grééments, coque) ; le « yacht classique », construit en bois avant 1970-1975 et restauré sans modifications importantes, voire parfois des constructions récentes en bois conformément à des plans d'époque. Les voiliers sont néanmoins dotés d'un moteur pour la navigation en l'absence de vent et pour les manœuvres au port[11],[12].
- Les yachts motorisés (motor yacht, en abrégé M/Y) se différencient par leur mode de propulsion à hélice ou à jet. On les distingue aussi par le déplacement d'eau de la coque et par leur conception : yacht open ou flybridge. Un concept récent allie les deux : le yacht fly-open[13]. Outre les moteurs, les yachts sont également équipés de propulseurs d'étrave pour les manœuvres au port.

La propulsion hybride a récemment fait son apparition sur des unités de 50 mètres.Elle  se caractérise par sa faible consommation en carburant et son silence de fonctionnement : le yacht peut naviguer à la vitesse de croisière de 9 nœuds, propulsé par deux générateurs électriques.

### Yachts de luxe

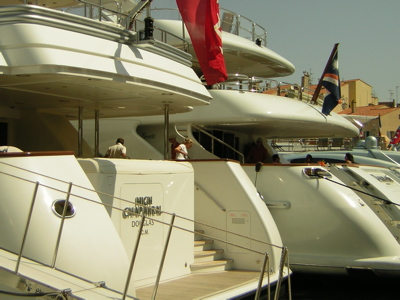
Poupe d'un yacht à quai à Saint-Tropez.

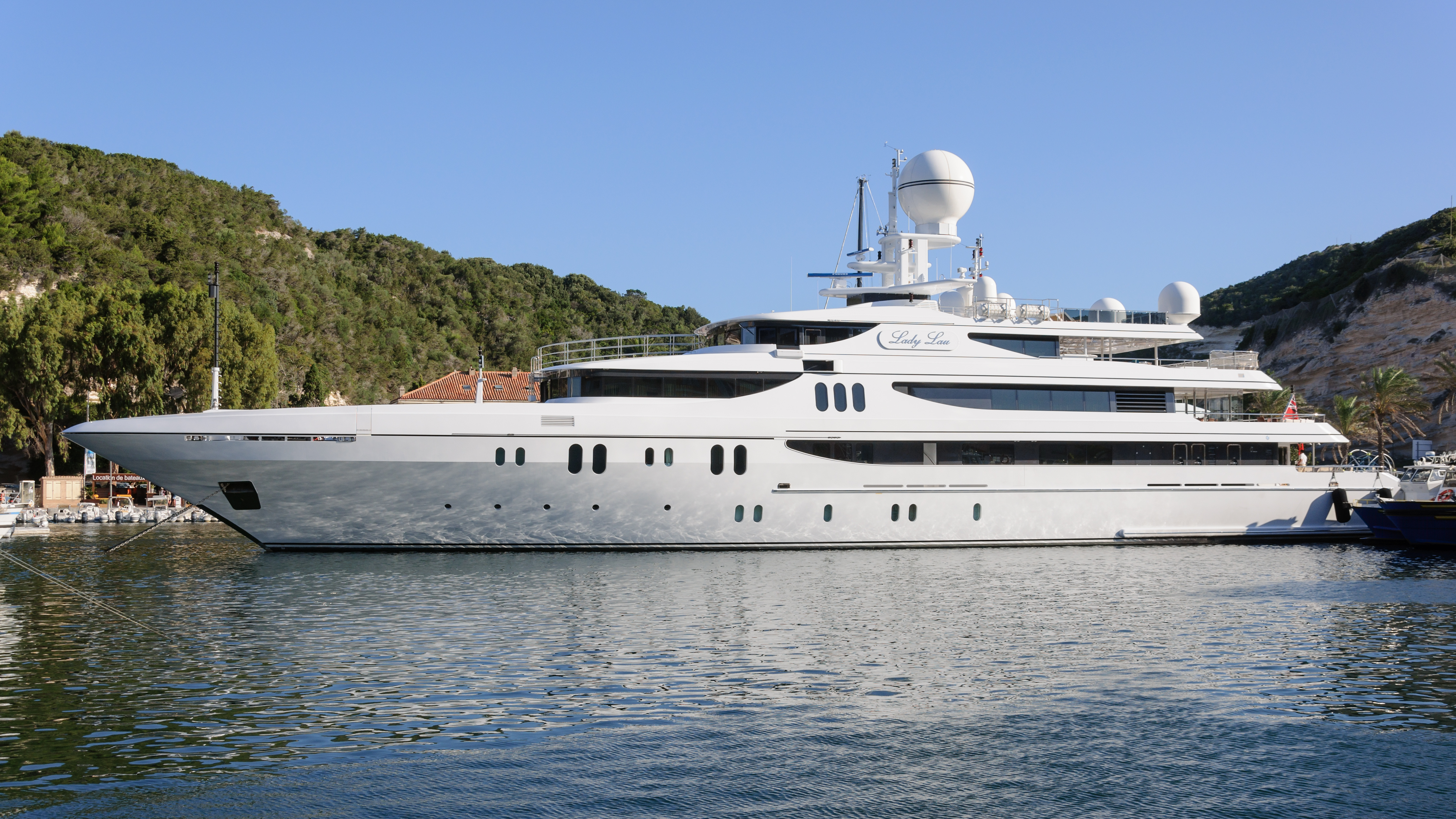
Le super-yacht Double Down dans le port de Bonifacio.

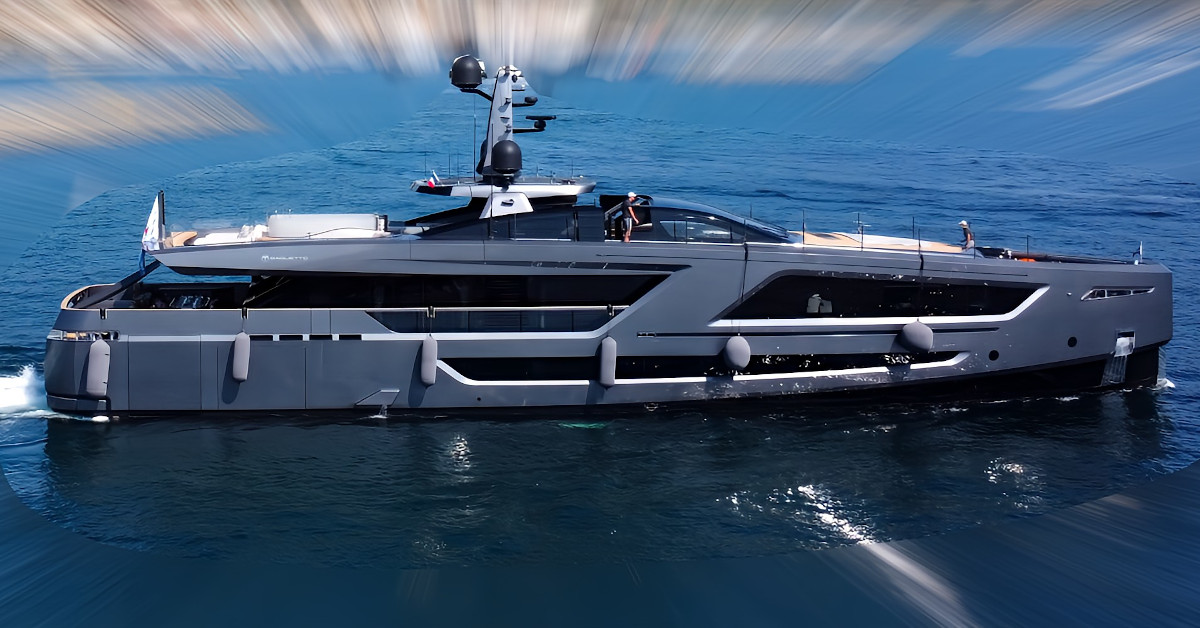
Le yacht Ultra design Baglietto Panam en train de partir en mer

Le terme yacht de luxe ne fait pas l'objet d'une définition stricte. Dans sa conception moderne, il évoque avant tout un navire d'une taille d'au moins quarante mètres, possédant un très grand confort et un niveau d'équipements élevé assuré par un équipage professionnel. Connu également sous le nom de « super-yacht », « méga-yacht » voire « giga-yacht » selon l'importance, un yacht de luxe peut être à voile ou à moteur.
Les yachts comportent plusieurs ponts (inférieur, principal, supérieur), des salons intérieurs et extérieurs (avant, arrière), des bains de soleil, un garage pour les annexes et les jouets, une timonerie (poste de conduite), des cabines (propriétaire ou master, invités ou guests, équipage ou crew). Les superstructures sont généralement surmontées de radômes, dômes protégeant les antennes satellite, radar, TV, etc.
Le mot yacht est emprunté d'abord au néerlandais jacht attesté dès 1528 comme terme désignant un navire rapide. Ensuite, emploi d'après l'anglais yacht issu aussi du néerlandais, attesté depuis 1557 et qui désigne alors les bateaux rapides servant aux voyages du souverain ou d'autres personnages importants. C'est en 1831 que le mot yacht prend le sens de bâtiment de plaisance, "ayant la distribution intérieure d'une petite maison, toutes les commodités pour le coucher, le manger" (Trésor de la langue française).
Le nombre de yachts de luxe serait en augmentation, tout comme celui des grandes fortunes : les Russes, les Américains, les Hollandais, les Saoudiens ou les milliardaires indiens et asiatiques représentent l'essentiel de la clientèle de ce type de bateau. Le marché de ces produits haut de gamme se caractérise par la construction sur mesure, les options et l'aménagement des ponts et cabines. Il existe toutefois un large éventail de yachts de taille et d'équipements très variés, neufs ou d'occasion et mis en vente par des courtiers (brokers).
La fonction et les usages du yacht de luxe sont multiples : navigation de plaisance, affichage de la réussite sociale, réceptions, événementiel.Des chefs d'État, notamment du golfe Persique, possèdent leur propre yacht, comme le Dubaï, propriété de l'émir de Dubaï, Mohammed ben Rachid Al Maktoum, le Katara de Hamad ben Khalifa Al Thani, ancien émir du Qatar ou encore le Prince Abdulaziz propriété du roi d'Arabie saoudite.
Certains yachts sont utilisés exclusivement par leur propriétaire, d'autres sont disponibles à la location durant toute l'année (charter). Parmi les yachts les plus chers à la location, Eclipse, propriété de Roman Abramovitch, serait loué pour 1,6 million d'euros le week-end, montant auquel il convient d'ajouter les frais de fonctionnement (TVA et taxes locales, carburant pour les moteurs, générateurs, annexes et watertoys, repas et boissons, 
place de port et frais relatifs, eau et électricité, pourboire équipage, transport vers/depuis le yacht, etc).
L'été, la plupart des yachts de luxe se concentrent au mouillage dans les baies et criques le long du littoral de la Méditerranée (Plages de Ramatuelle, golfe de Saint-Tropez, îles de Lérins, cap d'Antibes, rade de Villefranche-sur-Mer, Saint-Jean-Cap-Ferrat, Beaulieu-sur-Mer (baie des Fourmis), Èze-sur-Mer, baie de Roquebrune-Cap-Martin) ou dans les ports pouvant accueillir les grosses unités, notamment à Antibes, Monaco, Cannes, Nice, Saint-Tropez, mais aussi à La Ciotat où se trouve un centre d'entretien pour yachts (La Ciotat Shipyards), Bonifacio, Porto Cervo, Portofino, Cavallo, Puerto Portals, Port Adriano, ou encore Ibiza ainsi qu'à Miami, Nassau, Dubaï, New York.Toutefois, la tendance veut que les yachts délaissent les ports de la Côte d'Azur en raison de la nouvelle réglementation sociale appliquée depuis le 1er juillet 2017 à l'égard des yachts.
En Europe, les ports français signalent en 2017 leur manque d'attractivité économique.
En hiver, ces navires se croisent plutôt à Antigua, Saint-Barthélemy, aux Bahamas, aux iles Caïmans ou encore, dans les îles Vierges britanniques. La recherche du soleil est constante. La traversée de l'océan Atlantique se fait alors sur des navires de commerce pour les yachts ne disposant pas d'une autonomie suffisante, voire sur des navires semi-submersibles.

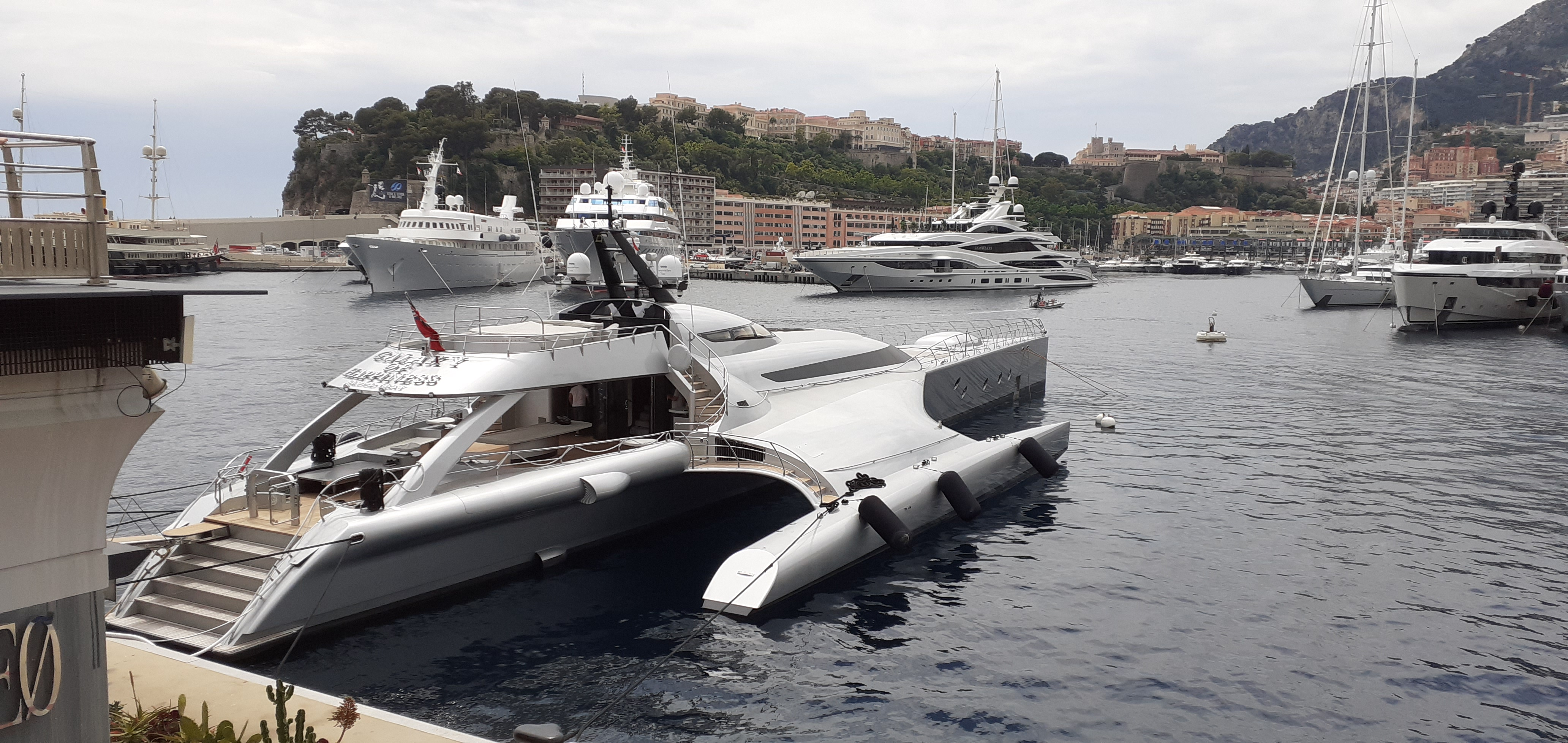
Le yacht Galaxy of Happiness à quai dans le port Hercule de Monaco.

Ces méga-yachts s'apparentent à de véritables palaces flottants, avec leur grand nombre de cabines. La majorité des yachts de plus de cinquante mètres disposent d'une salle de sport, sont souvent dotés d'une plate-forme pour recevoir un hélicoptère. Certains de ces navires sont équipés d'un terrain de basket, d'une piscine à débordement, d'un studio d'enregistrement, d'un cinéma, d'une discothèque, de salles de conférence, d'un spa avec jacuzzi, sauna, hammam, d'une salle de massage et de coiffure. Ils comportent un « garage », grande soute à l'arrière du bateau qui peut contenir des « jouets nautiques » (watertoys), terme qui, dans le jargon, correspond aux engins de divertissement : motomarines, paddle, toboggan,, ainsi qu'une annexe désignée également sous le nom de tender ou dinghy, canot à moteur (semi-rigide, etc) permettant de rejoindre le port ou le littoral depuis la zone de mouillage.
Le prix d'un yacht de luxe s'estime en fonction des équipements du bateau : aménagements intérieurs, motorisation, par exemple ; la renommée et l'expertise du chantier naval compte également. Les plus grands approchent le milliard de dollars, la plupart valant plusieurs centaines de millions de dollars. Le coût de fonctionnement annuel d'un yacht de luxe (entretien, équipage, assurance, carburant, ports) avoisine 10 % du prix d'achat. Pour un yacht de plus de 24 mètres, il faut compter 4 millions de dollars de frais annuels.
Il est également possible de louer un yacht pour un week-end ou à la semaine à des tarifs à la hauteur des prestations fournies : un yacht de 50 mètres se loue 200 000 euros la semaine. La location à plusieurs clients permet ainsi de réduire les coûts, la navigation est davantage personnalisée et permet de varier les destinations. Découvrir une ville par la mer donne une autre perspective du « voyage de luxe » tout en restant à l'abri des regards.
En 2017, le yacht le plus long du monde est l'Azzam avec 180 mètres ; construit en 2013, il appartient au cheikh Khalifa ben Zayed Al Nahyane. En 2007, le plus grand yacht construit mesurait 155 mètres et appartenait au sultan d'Oman, Qabus ibn Saïd. La taille moyenne des cent plus grands yachts du monde est de 76,70 mètres.[réf. nécessaire]
En 2019 un milliardaire russe a acheté le premier yacht brise-glace, La Datcha, d'une longueur de 77 m.
En 2021, Giovanni Soldini établit un nouveau record de vitesse entre Monaco et Porto Cervo, avec le monocoque Multi 70 Maserati en 7 h 50 min 44 s.

## Immatriculation
Un grand nombre de yachts de grande taille sont immatriculés dans des paradis fiscaux et appartiennent à des sociétés-écrans qui rendent difficile ou impossible l'identification de leur propriétaire.

### Mégayachts de propriétaires inconnus
- Flying fox : 136 mètres de long ; immatriculé aux îles Caïmans. Contrôlé par les douanes françaises à Saint-Barthélemy le 6 mars 2022 dans le cadre des investigations lancées dans les suites de l'invasion de l'Ukraine par la Russie en 2022[33].
- Schéhérazade : 140 m de long ; immatriculé aux îles Caïmans ; valeur estimée : 700 000 000 $. 70 % du personnel à bord est russe. Propriété de la société Bielor Assets Ltd., enregistrée aux îles Marshall. Suspecté d'appartenir à Vladimir Poutine ou un de ses très proches[34].

## Traditions
Dans la langue anglaise, l'emploi du genre féminin est valable pour tous les types de bateaux : sous-marins, navires de guerre et plus particulièrement les yachts. Ainsi les plaisanciers désignent leur yacht par le genre féminin « she » (elle). Cette règle proviendrait d'un « transfert amoureux entre le marin, privé de présence féminine, et le navire. Le bateau était pour le marin, après sa propre mère, l'objet le plus précieux et le plus chéri ». Cette tradition semble perdurer compte tenu du grand nombre de yachts baptisés aujourd'hui encore « Lady » suivi généralement d'un prénom féminin (Lady Béatrice, Lady Christine, Lady Moura, Lady Anastasia, Lady Marina, etc.). Sur le même principe, certains propriétaires de bateau ont donné un nom à connotation humoristique à leur bateau : Lady excentric, etc.

## Yachts célèbres
- REV Ocean : 183 mètres, le plus grand yacht privé du monde.
- Azzam : 180 mètres.
- A (Motor yacht) : 120 mètres, construit par Blohm & Voss (Allemagne), c'est le plus grand yacht avec une étrave inversée, il a été dessiné par Philippe Starck et appartient à Andrey Melnichenko.
- A (Sailing yacht) : 142,81 mètres, jeune frère du Motor yacht A, dessiné par Philippe Starck et construit à Kiel par Nobiskrug pour Andrey Melnichenko. Il est pour le moment le plus grand yacht à voile actuel ainsi que le voilier ayant les mâts les plus hauts de l'histoire, culminant à plus de 100 mètres au-dessus de la ligne de flottaison.
- Atlantic : 64,5 mètres, ce yacht à voile construit en 1903 a établi un record de vitesse de la traversée de l'Atlantique durant la Kaiser's Cup (12 jours, 4 heures 1 minute et 19 secondes). Ce record de vitesse, toutes catégories confondues, est resté invaincu pendant 75 ans ainsi que son record en catégorie monocoque, invaincu pendant près de 100 ans[37].
- Kingdom 5KR : 86 mètres, construit par Benetti (Italie), il apparait dans le film Jamais plus jamais.
- SS Delphine : 78,61 mètres, il fut commandé par Horace Dodge. Réquisitionné pendant la Seconde Guerre mondiale, il servira à préparer les accords de Yalta[38] en recevant Staline, Churchill, Roosevelt. C'est le dernier yacht privé qui possède une chaudière à vapeur entièrement restaurée.
- Sokar : 65 mètres, il accueillit Dodi Al-Fayed et Lady Di lors de leurs dernières vacances à Porto-Cervo.
- Paloma : 60 mètres, ce yacht, propriété du milliardaire français Vincent Bolloré fut utilisé par Nicolas Sarkozy après son élection. 29 novembre 2020
- Baton rouge : ce yacht de 62,5 mètres qui a été livré à son propriétaire Martin Bouygues fin 2010, est en vente  depuis août 2012[39],[40],[41].
- Mirabella V : voilier de 75,2 mètres, c'est le plus grand sloop au monde.
- Qadisiyah Saddam : yacht de Saddam Hussein construit par le chantier naval danois Helsingor Vaerft.
- Manitou : 76 pieds, dessiné par Sparkman & Stephens construit par MM. Davis & Fils (États-Unis) en 1937, devenu célèbre après son acquisition par le président John Fitzgerald Kennedy et sur lequel il apparait dans de nombreuses photographies.
- Christina O : 99 mètres, frégate de la marine canadienne et transformée par Aristote Onassis en yacht le plus luxueux et high-tech de son époque et qui reçut de nombreuses célébrités, la réception après le mariage du prince Rainier III de Monaco et de Grace Kelly, et abrita ses amours avec Maria Callas et Jacqueline Kennedy-Onassis.
- Granma : yacht acheté au Mexique par les rebelles au régime du dictateur cubain Fulgencio Batista dont Fidel Castro et Ernesto « Che » Guevara. Le nom du bateau provient du mot anglais pour « grand-mère ». Ils l'ont utilisé pour débarquer à Cuba en 1956.
- Britannia : yacht royal britannique.

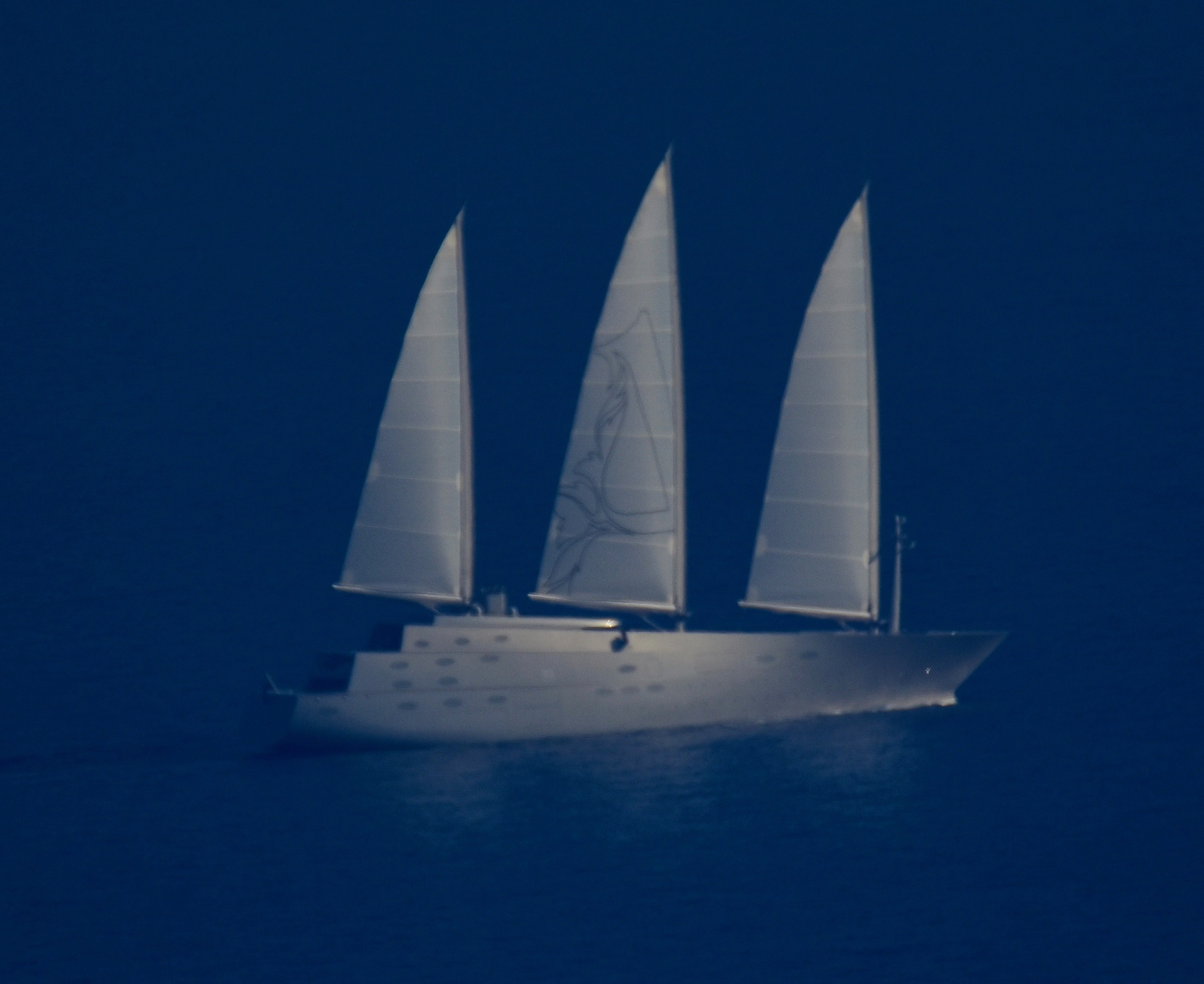
Le Sailing Yacht A sous voiles à Nice en 2018.